# لامين عبد
لامين عبد هو لاعب كرة قدم جزائري في مركز الهجوم في اتحاد الحراش، ولد في 4 يوليو 1991 في الغزوات في الجزائر. شارك مع منتخب الجزائر لكرة القدم. أما مع النوادي، فقد لعب مع اتحاد الحراش ومولودية الجزائر وونادي حطين السعودي .

## وصلات خارجية
- لامين عبد على موقع قاعدة بيانات كرة القدم.إي يو (الإنجليزية)
- لامين عبد على موقع ناشيونال فوتبول تيمز (الإنجليزية)
- لامين عبد على موقع Soccerway.com (الإنجليزية)